# Angous
Angous [ɑ̃ɡus] est une commune française, située dans le département des Pyrénées-Atlantiques en région Nouvelle-Aquitaine.

## Géographie

### Localisation
La commune d'Angous se trouve dans le département des Pyrénées-Atlantiques, en région Nouvelle-Aquitaine.
Elle se situe à 48 km par la route de Pau, préfecture du département, à 25 km d'Oloron-Sainte-Marie, sous-préfecture, et à 22 km de Mourenx, bureau centralisateur du canton du Cœur de Béarn dont dépend la commune depuis 2015 pour les élections départementales.
La commune fait en outre partie du bassin de vie de Navarrenx.
Les communes les plus proches sont : 
Arrast-Larrebieu (2,9 km), Susmiou (3,9 km), Sus (4,1 km), Moncayolle-Larrory-Mendibieu (4,2 km), Castetnau-Camblong (4,5 km), Gurs (4,9 km), Charre (5,0 km), Lichos (5,1 km).
Sur le plan historique et culturel, Angous fait partie de la province du Béarn, qui fut également un État et qui présente une unité historique et culturelle à laquelle s’oppose une diversité frappante de paysages au relief tourmenté.

### Communes limitrophes
Les communes limitrophes sont  Arrast-Larrebieu, Castetnau-Camblong, Moncayolle-Larrory-Mendibieu, Sus et Susmiou.
|                  | Castetnau-Camblong           | Susmiou |
| Arrast-Larrebieu | Angous                       | Sus     |
|                  | Moncayolle-Larrory-Mendibieu |         |

### Hydrographie

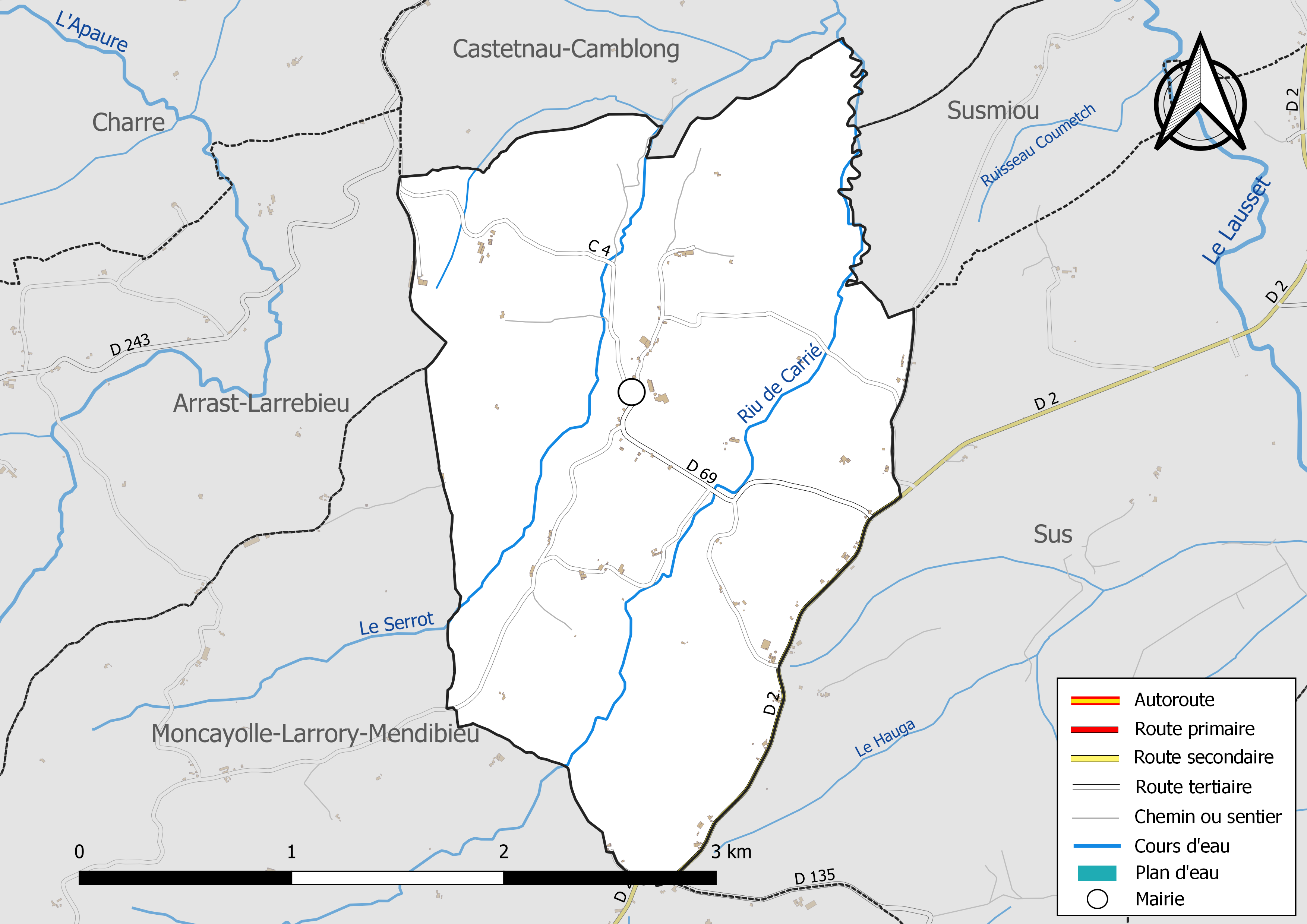
Réseaux hydrographique et routier d'Angous.

La commune est drainée par le Serrot, le Riu de Carrié et par divers petits cours d'eau, constituant un réseau hydrographique de 7,55 km de longueur totale,.

### Climat
Pour des articles plus généraux, voir Climat de la Nouvelle-Aquitaine et Climat des Pyrénées-Atlantiques.
Historiquement, la commune est dans une zone de transition entre les climats océaniques aquitain et basque.  
En 2020, Météo-France publie une typologie des climats de la France métropolitaine dans laquelle la commune est exposée à un climat de montagne et est dans la région climatique Pyrénées atlantiques, caractérisée par une pluviométrie élevée (>1 200 mm/an) en toutes saisons, des hivers très doux (7,5 °C en plaine) et des vents faibles.
Pour la période 1971-2000, la température annuelle moyenne est de 13,4 °C, avec une amplitude thermique annuelle de 13,7 °C. Le cumul annuel moyen de précipitations est de 1 281 mm, avec 11,9 jours de précipitations en janvier et 8,8 jours en juillet. Pour la période 1991-2020, la température moyenne annuelle observée sur la station météorologique la plus proche, située sur la commune de Saint-Gladie-Arrive-Munein à 14 km à vol d'oiseau, est de 14,3 °C et le cumul annuel moyen de précipitations est de 1 323,1 mm,. Pour l'avenir, les paramètres climatiques de la commune estimés pour 2050 selon différents scénarios d’émission de gaz à effet de serre sont consultables sur un site dédié publié par Météo-France en novembre 2022.

### Milieux naturels et biodiversité

#### Réseau Natura 2000
Le réseau Natura 2000 est un réseau écologique européen de sites naturels d'intérêt écologique élaboré à partir des Directives « Habitats » et « Oiseaux », constitué de zones spéciales de conservation (ZSC) et de zones de protection spéciale (ZPS).
Un site Natura 2000 a été défini sur la commune au titre de la « directive Habitats » : « le gave d'Oloron (cours d'eau) et marais de Labastide-Villefranche »,.

## Urbanisme

### Typologie
Au 1er janvier 2024, Angous est catégorisée commune rurale à habitat très dispersé, selon la nouvelle grille communale de densité à sept niveaux définie par l'Insee en 2022.
Elle est située hors unité urbaine. Par ailleurs la commune fait partie de l'aire d'attraction de Mauléon-Licharre, dont elle est une commune de la couronne,. Cette aire, qui regroupe 21 communes, est catégorisée dans les aires de moins de 50 000 habitants,.

### Occupation des sols

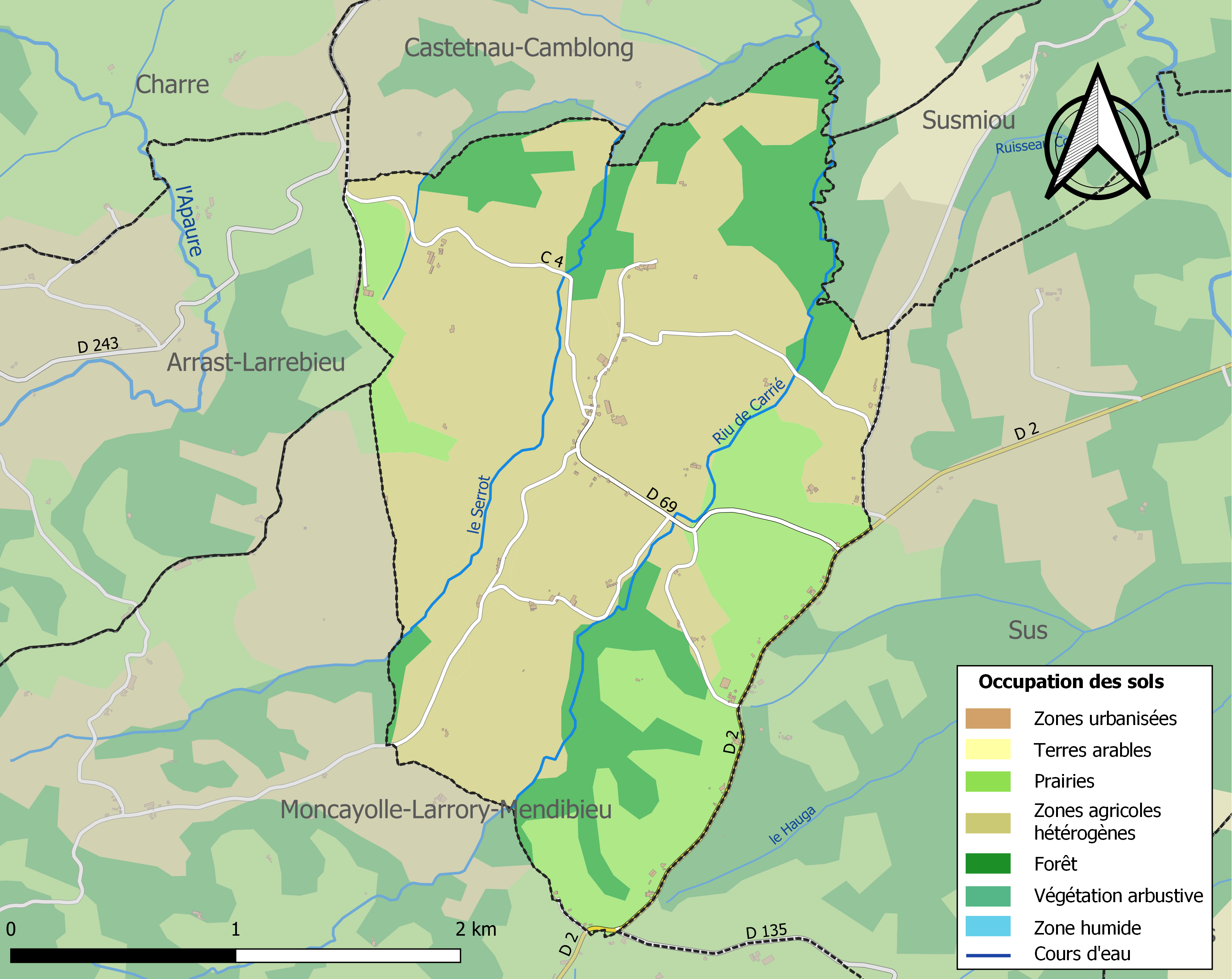
Carte des infrastructures et de l'occupation des sols de la commune en 2018 (CLC).

L'occupation des sols de la commune, telle qu'elle ressort de la base de données européenne d’occupation biophysique des sols Corine Land Cover (CLC), est marquée par l'importance des territoires agricoles (81,9 % en 2018), une proportion identique à celle de 1990 (81,9 %). La répartition détaillée en 2018 est la suivante : 
zones agricoles hétérogènes (61,3 %), prairies (20,6 %), forêts (18,1 %). L'évolution de l’occupation des sols de la commune et de ses infrastructures peut être observée sur les différentes représentations cartographiques du territoire : la carte de Cassini (XVIIIe siècle), la carte d'état-major (1820-1866) et les cartes ou photos aériennes de l'IGN pour la période actuelle (1950 à aujourd'hui).

### Lieux-dits et hameaux
- Beigbédé[7]
- Bestit[7]
- Bois de Carrié[7]
- Bonnehoun[7]
- Bordenave[7]
- Cabane[7]
- Caillau[7],[22]
- Carrié[7]
- Chincas[7]
- Claverie[7]
- Denis[7]
- Jaquet[7]
- Labadie[7]
- Labatut[7]
- Labourdette[7]
- Lagrave[7]
- Lahaderne[7]
- Larrieu[7]
- Lartigue[7]
- Lauga[7]
- Ligaray[7]
- Maréchal[7]
- Miranda[7]
- Mirassou[7]
- Montjoye[7]
- Mouliet[7]
- Nabarre (ruines)[7]
- Olive[7]
- Parfouby[7]
- Poumirau[7]
- Pucheu[7]
- Serbielle[7],[22]
- Serrot[22]
- Trouilh[7]

### Voies de communication et transports
Le territoire d'Angous est traversé par les routes départementales D 2 et D 69.

### Risques majeurs
Le territoire de la commune d'Angous est vulnérable à différents aléas naturels : météorologiques (tempête, orage, neige, grand froid, canicule ou sécheresse), inondations et séisme (sismicité moyenne). Un site publié par le BRGM permet d'évaluer simplement et rapidement les risques d'un bien localisé soit par son adresse soit par le numéro de sa parcelle.
Certaines parties du territoire communal sont susceptibles d’être affectées par le risque d’inondation par une crue à  débordement lent de cours d'eau. La commune a été reconnue en état de catastrophe naturelle au titre des dommages causés par les inondations et coulées de boue survenues en 1982, 1983 et 2009,.

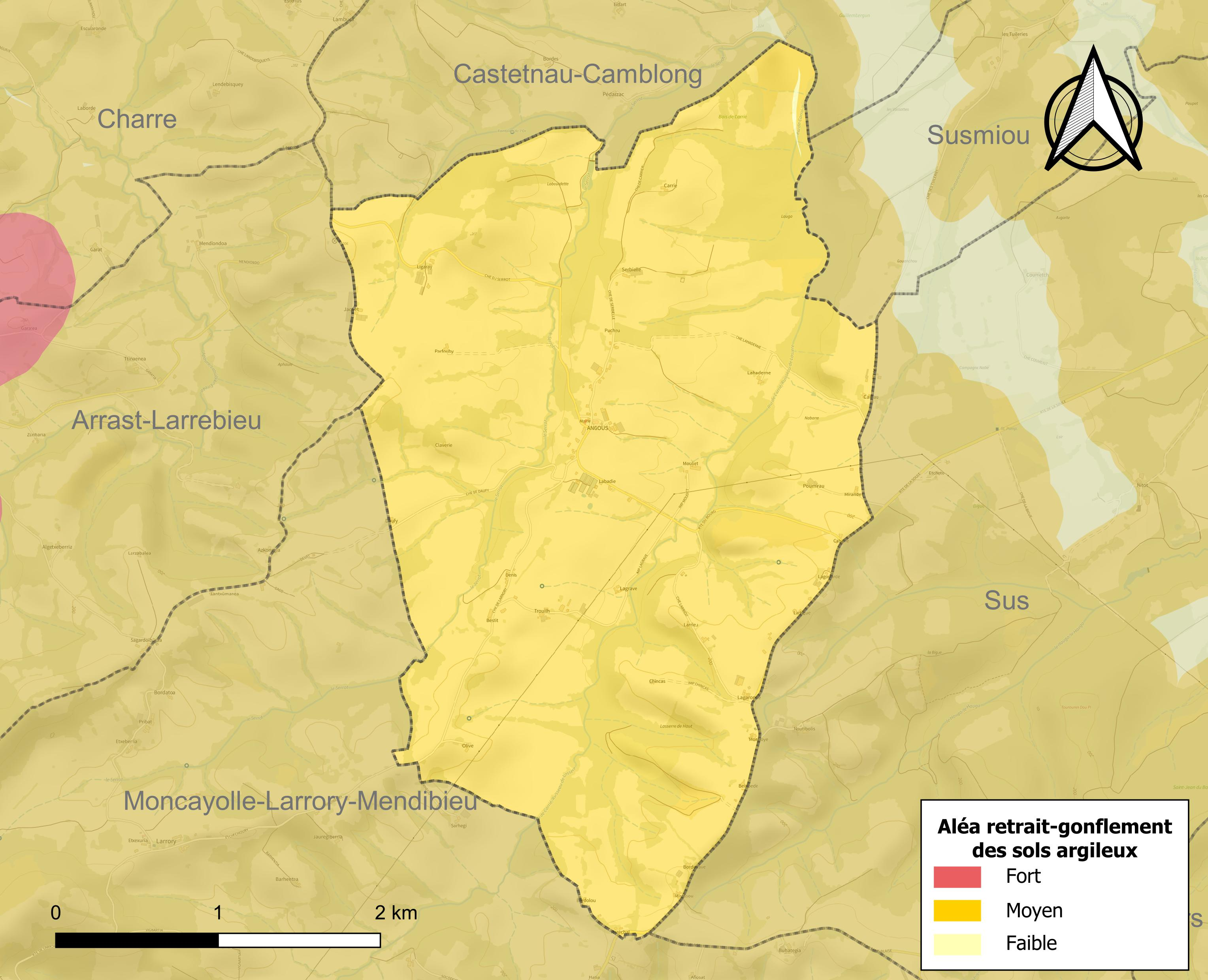
Carte des zones d'aléa retrait-gonflement des sols argileux d'Angous.

Le retrait-gonflement des sols argileux est susceptible d'engendrer des dommages importants aux bâtiments en cas d’alternance de périodes de sécheresse et de pluie. 99,9 % de la superficie communale est en aléa moyen ou fort (59 % au niveau départemental et 48,5 % au niveau national). Depuis le 1er octobre 2020, en application de la loi ELAN, différentes contraintes s'imposent aux vendeurs, maîtres d'ouvrages ou constructeurs de biens situés dans une zone classée en aléa moyen ou fort,.

## Toponymie

### Attestations anciennes
Le toponyme Angous apparaît sous les formes 
Angos (1385, censier de Béarn), 
Anguos (1548, réformation de Béarn), 
Saint-André d'Angous (1673, insinuations du diocèse d'Oloron), 
Angoust (1793), 
Angons (1801, Bulletin des lois) et 
Angous sur la carte de Cassini (fin XVIIIe siècle).

### Étymologie
Angous représente la substantivation de l’adjectif gascon hangós au sens de « terrain marécageux, fangeux », qui s’est fixé dans la toponymie, il s'agit d'un dérivé du substantif hanga « fange, boue ». Il est issu du bas latin *fangosu « fangeux », d'origine germanique, devenu hangós en gascon. En ce qui concerne le toponyme, le H- initial a disparu dans la graphie,.

### Autres toponymes
Caillau est un fief mentionné en 1863, dans le dictionnaire topographique Béarn-Pays basque.
Dalen est une ferme de la commune, citée par le dictionnaire de 1863.
Les Navailles, ancien hameau d'Angous, est à l'origine une commune fondée en 1366. En 1385, elle rassemblait quatre feux et dépendait du bailliage de Navarrenx. Le toponyme est mentionné sous les graphies 
Navailles (1366, titres des Navailles), 
Los Nabalhes (1385, censier de Béarn), 
Los navalhees d'Angos (1412, notaires de Navarrenx), 
Los quoate Nabalhes (1538, réformation de Béarn) et 
Les Navaillès (1593, titres d'Angous).
Les Randuches était un écart d’Angous, mentionné en 1366 (titres des Navailles).
Serbielle, ferme d’Angous, apparaît sous les graphies 
Serviele (1385, censier de Béarn) et 
Servielle (1863, dictionnaire topographique Béarn-Pays basque).
Serrot est un hameau de la commune cité par Paul Raymond en 1863.

## Histoire
Paul Raymond note que la commune comptait une abbaye laïque, vassale de la vicomté de Béarn.
En 1385, Angous comptait 12 feux et dépendait du bailliage de Navarrenx.
La baronnie de Gabaston, vassale de la vicomté de Béarn, était composée d'Angous, Navailles et Susmiou.

## Politique et administration

### Liste des maires
| Période                                  | Période  | Identité                | Étiquette | Qualité |
| ---------------------------------------- | -------- | ----------------------- | --------- | ------- |
| Les données manquantes sont à compléter. |          |                         |           |         |
| 1959                                     | 2001     | David Layous            |           |         |
| 2001                                     | 2008     | Roger Eyheremendy       |           |         |
| 2008                                     | En cours | Francis Lansalot-Matras |           |         |

### Intercommunalité
La commune fait partie de six structures intercommunales :
- la communauté de communes du Béarn des Gaves ;
- le syndicat AEP de Navarrenx ;
- le syndicat d'énergie des Pyrénées-Atlantiques ;
- le syndicat de la perception de Navarrenx ;
- le syndicat intercommunal des gaves et du Saleys ;
- le syndicat mixte forestier des chenaies des vallées basques et béarnaises.

## Population et société

### Démographie
Le nom des habitants est Angousiens,.
L'évolution du nombre d'habitants est connue à travers les recensements de la population effectués dans la commune depuis 1793. Pour les communes de moins de 10 000 habitants, une enquête de recensement portant sur toute la population est réalisée tous les cinq ans, les populations de référence des années intermédiaires étant quant à elles estimées par interpolation ou extrapolation. Pour la commune, le premier recensement exhaustif entrant dans le cadre du nouveau dispositif a été réalisé en 2005.

En 2022, la commune comptait 94 habitants, en évolution de −10,48 % par rapport à 2016 (Pyrénées-Atlantiques : +3,78 %, France hors Mayotte : +2,11 %).
| 1793 | 1800 | 1806 | 1821 | 1831 | 1836 | 1841 | 1846 | 1851 |
| ---- | ---- | ---- | ---- | ---- | ---- | ---- | ---- | ---- |
| 342  | 356  | 383  | 352  | 385  | 387  | 372  | 382  | 365  |

| 1856 | 1861 | 1866 | 1872 | 1876 | 1881 | 1886 | 1891 | 1896 |
| ---- | ---- | ---- | ---- | ---- | ---- | ---- | ---- | ---- |
| 351  | 325  | 317  | 291  | 289  | 305  | 265  | 278  | 270  |

| 1901 | 1906 | 1911 | 1921 | 1926 | 1931 | 1936 | 1946 | 1954 |
| ---- | ---- | ---- | ---- | ---- | ---- | ---- | ---- | ---- |
| 273  | 242  | 261  | 250  | 249  | 228  | 225  | 214  | 224  |

| 1962 | 1968 | 1975 | 1982 | 1990 | 1999 | 2005 | 2006 | 2010 |
| ---- | ---- | ---- | ---- | ---- | ---- | ---- | ---- | ---- |
| 196  | 158  | 151  | 129  | 121  | 111  | 103  | 101  | 109  |

| 2015 | 2020 | 2022 | - | - | - | - | - | - |
| ---- | ---- | ---- | - | - | - | - | - | - |
| 104  | 95   | 94   | - | - | - | - | - | - |

## Économie
L'activité est tournée principalement vers l'agriculture (élevage, pâturages, cultures maraîchères et horticoles). La commune fait partie de la zone d'appellation de l'ossau-iraty.

## Culture locale et patrimoine

### Lieux et monuments
L'église Saint-André date du XIXe siècle. L'église est dédiée à l'apôtre saint André. Elle est inscrite à l'Inventaire général du patrimoine culturel depuis 2003.
La secte Tabitha's Place est présente sur le territoire de la commune où elle possède une propriété de onze hectares.